# 西目パーキングエリア
西目パーキングエリア（にしめパーキングエリア）は、秋田県由利本荘市にある日本海東北自動車道（仁賀保本荘道路）のパーキングエリアである。
秋田県側の日本海東北自動車道では、唯一の休憩施設である。

## 歴史
- 2007年（平成19年）9月17日：両前寺仮出入口（廃止済み） - 岩城IC間開通に伴い、供用開始[1]。
- 2014年（平成26年）4月15日：上り線側エリアに無料休憩所・自動販売機 がそれぞれ設置開設[2]。

## 施設

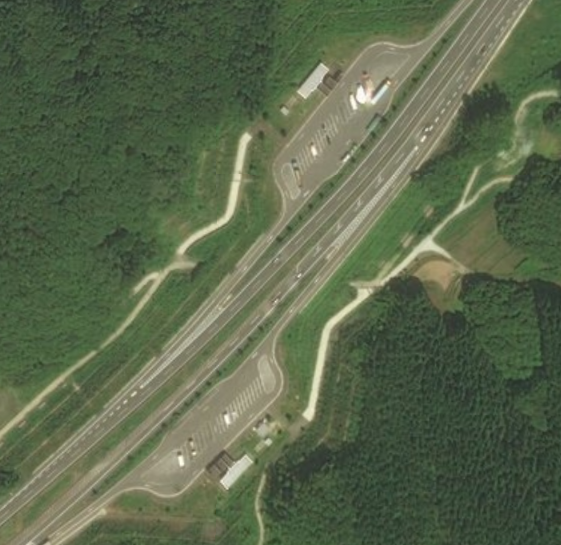
衛星図

### 上り線（仁賀保・酒田方面）
- 駐車場[3]
  - 大型：10台
  - 小型：26台
  - 身障者用
    - 小型：1台

  - バイク駐車場
- トイレ[3]
  - 男性：大2・小5
  - 女性：6
  - 身障者用：2
- 無料休憩所（平屋建 1棟 50平方メートル）[3]
- 自動販売機：2台[3]

### 下り線（岩城・河辺方面）
- 駐車場[3]
  - 大型：10台
  - 小型：26台
  - 身障者用
    - 小型：1台

  - バイク駐車場
- トイレ[3]
  - 男性：大2・小5
  - 女性：6
  - 身障者用：2
- 無料休憩所（平屋建 1棟 51平方メートル）[3]
- 自動販売機：2台[3]

## 隣
E7 日本海東北自動車道（仁賀保本荘道路）
(13)仁賀保IC - 西目PA - (14)本荘IC